# تاريخ كنيسة

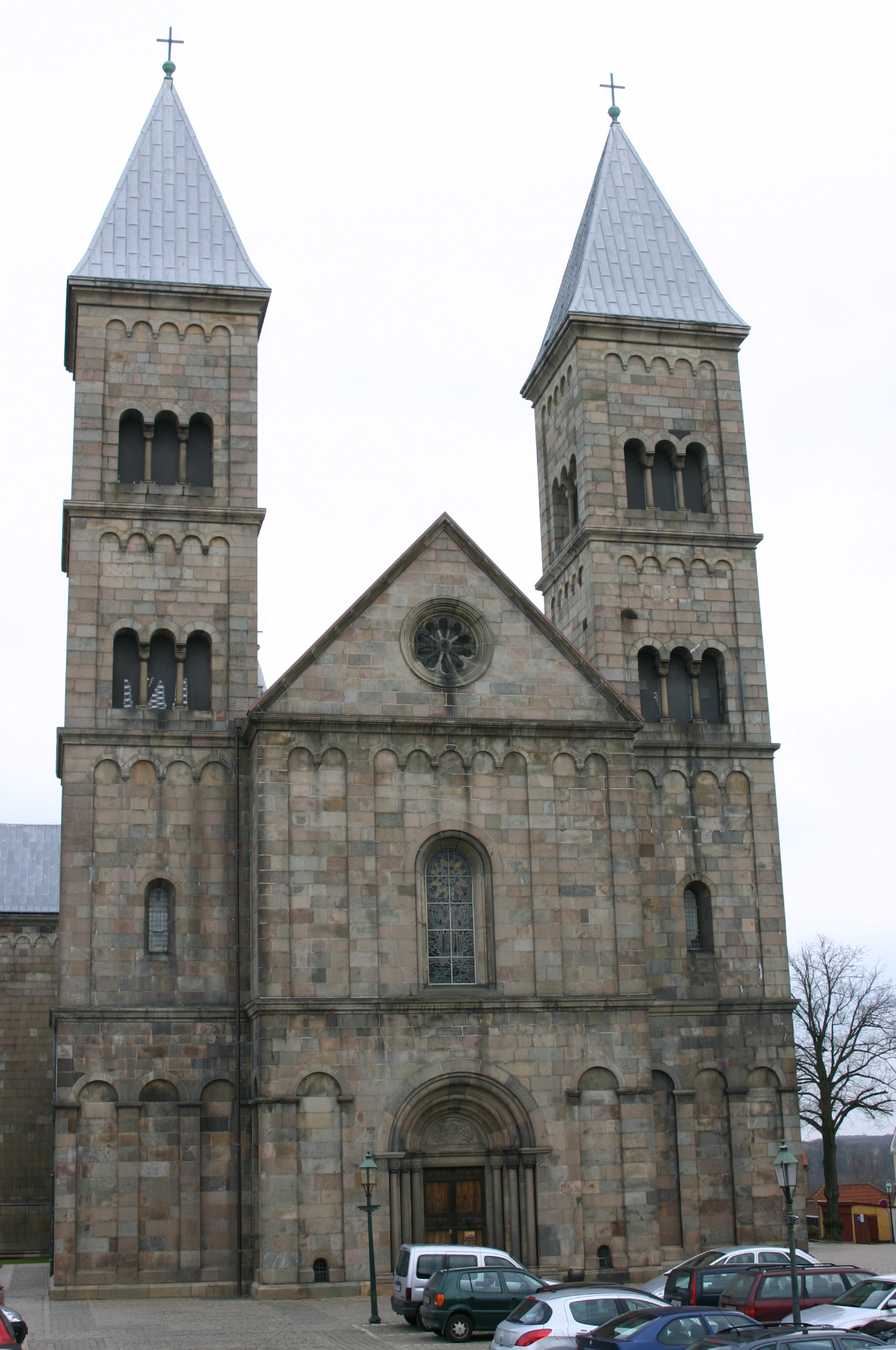

تاريخ كنيسة أو التاريخ الكنسي كفرع أكاديمي يُدرس تاريخ المسيحية والطريقة التي تطورت بها الكنيسة المسيحية منذ بدايتها.
عرف هنري ميلفل غواتكين تاريخ الكنيسة بأنه «الجانب الروحي لتاريخ الناس المتحضرين منذ مجيء سيدنا». ألكسندر ماكدونالد رينويك، ومع ذلك، يعرفه على أنه حساب لنجاح الكنيسة وفشلها في تنفيذ مفوضية المسيح الكبرى. يقترح رينويك تقسيم تاريخ الكنيسة إلى أربعة أقسام في النشاط التبشيري، وتنظيم الكنيسة، والعقيدة و «التأثير على حياة الإنسان».
غالبًا، ولكن ليس دائمًا، يُدرس تاريخ الكنيسة من منظور مسيحي. غالبا ما يسلط الكتاب من مختلف التقاليد المسيحية الضوء على الناس والأحداث ذات الصلة خاصة بتاريخهم الطائفي. غالبا ما يسلط الكتاب الكاثوليك والأرثوذكس الضوء على إنجازات المجالس المسكونية، في حين أن المؤرخين الإنجيليين قد يركزون على الإصلاح البروتستانتي والصحوات الكبرى.

## مؤرخو الكنيسة البارزين
- هانز فيرنر ديبرونر
- هنري ميلفل غواتكين
- ديارميد ماكولوتش
- جورج مارسدن
- مارك نول
- كاثرين بيبينستر
- ياروسلاف بيليكان
- فيليب شاف
- كارل ترومان
- بول وولي